# Sydafrika i olympiska sommarspelen 2016
Sydafrika deltog med 138 deltagare vid de olympiska sommarspelen 2016 i Rio de Janeiro. Totalt tog landet 10 medaljer.

## Medaljörer
| Medalj | Namn | Sport     | Gren                        | Datum           |
| ------ | --- | --------- | --------------------------- | --------------- |
| Guld   | Wayde van Niekerk | Friidrott | Herrarnas 400 m             | 14 augusti 2016 |
| Guld   | Caster Semenya | Friidrott | Damernas 800 m              | 20 augusti 2016 |
| Silver | Cameron van der Burgh | Simning   | Herrarnas 100 m bröstsim    | 7 augusti 2016  |
| Silver | Chad le Clos | Simning   | Herrarnas 200 m fjärilsim   | 8 augusti 2016  |
| Silver | Lawrence Brittain Shaun Keeling | Rodd      | Herrarnas tvåa utan styrman | 11 augusti 2016 |
| Silver | Chad le Clos | Simning   | Herrarnas 100 m fjärilsim   | 12 augusti 2016 |
| Silver | Luvo Manyonga | Friidrott | Herrarnas längdopp          | 13 augusti 2016 |
| Silver | Sunette Viljoen | Friidrott | Damernas spjutkastning      | 18 augusti 2016 |
| Brons  | Sydafrikas herrlandslag i sjumannarugby Dylan Sage Philip Snyman Tim Agaba Kwagga Smith Werner Kok Kyle Brown Cheslin Kolbe Roscko Speckman Justin Geduld Cecil Afrika Seabelo Senatla Juan de Jongh | Rugby     | Herrarnas turnering         | 11 augusti 2016 |
| Brons  | Henri Schoeman | Triathlon | Herrarnas triathlon         | 18 augusti 2016 |

## Badminton
| Spelare        | Gren       | Grupp                          | Grupp                            | Grupp     | Eliminering       | Kvartsfinal       | Semifinal         | Final / BM        | Final / BM       |
| Spelare        | Gren       | Motståndare Poäng              | Motståndare Poäng                | Placering | Motståndare Poäng | Motståndare Poäng | Motståndare Poäng | Motståndare Poäng | Placering        |
| -------------- | ---------- | ------------------------------ | -------------------------------- | --------- | ----------------- | ----------------- | ----------------- | ----------------- | ---------------- |
| Jacob Maliekal | Herrsingel | Son W-h (KOR) L (10–21, 10–21) | Potjtarev (UKR) W (21–18, 21–19) | 2         | Gick inte vidare  | Gick inte vidare  | Gick inte vidare  | Gick inte vidare  | Gick inte vidare |

## Cykling

### Landsväg
| Idrottare              | Gren                | Tid      | Placering |
| ---------------------- | ------------------- | -------- | --------- |
| Daryl Impey            | Herrarnas linjelopp | 6:19:43  | 28        |
| Louis Meintjes         | Herrarnas linjelopp | 6:10:27  | 7         |
| An-Li Kachelhoffer     | Damernas linjelopp  | 4:01:29  | 39        |
| Ashleigh Moolman-Pasio | Damernas linjelopp  | 3:52:41  | 10        |
| Ashleigh Moolman-Pasio | Damernas tempolopp  | 46:29,11 | 12        |

### Mountainbike
| Idrottare     | Gren                   | Tid          | Placering |
| ------------- | ---------------------- | ------------ | --------- |
| Alan Hatherly | Herrarnas mountainbike | 1:42:03      | 26        |
| James Reid    | Herrarnas mountainbike | LAP (3 varv) | 42        |

### BMX
| Cyklist   | Gren          | Seeding  | Seeding   | Kvartsfinal | Kvartsfinal | Semifinal        | Semifinal        | Final            | Final            |
| Cyklist   | Gren          | Resultat | Placering | Poäng       | Placering   | Poäng            | Placering        | Resultat         | Placering        |
| --------- | ------------- | -------- | --------- | ----------- | ----------- | ---------------- | ---------------- | ---------------- | ---------------- |
| Kyle Dodd | Herrarnas BMX | 36,45    | 26        | 14          | 6           | Gick inte vidare | Gick inte vidare | Gick inte vidare | Gick inte vidare |

## Friidrott
Förkortningar
- Notera– Placeringar avser endast det specifika heatet.
- Q = Tog sig vidare till nästa omgång
- q = Tog sig vidare till nästa omgång som den snabbaste förloraren eller, i fältgrenarna, genom placering utan att nå kvalgränsen
- NR = Nationellt rekord
- N/A = Omgången fanns inte i grenen
- Bye = Idrottaren behövde inte tävla i omgången

Herrar
Bana och väg
| Idrottare              | Gren                     | Heat     | Heat      | Kvartsfinal | Kvartsfinal | Semifinal        | Semifinal        | Final            | Final            |
| Idrottare              | Gren                     | Resultat | Placering | Resultat    | Placering   | Resultat         | Placering        | Resultat         | Placering        |
| ---------------------- | ------------------------ | -------- | --------- | ----------- | ----------- | ---------------- | ---------------- | ---------------- | ---------------- |
| Antonio Alkana         | Herrarnas 110 meter häck | 13,64    | 5 q       | i.u.        | i.u.        | 13,55            | 7                | Gick inte vidare | Gick inte vidare |
| Lusapho April          | Herrarnas maraton        | i.u.     | i.u.      | i.u.        | i.u.        | i.u.             | i.u.             | 2:15:24          | 24               |
| Henricho Bruintjies    | Herrarnas 100 meter      | Bye      | Bye       | 10,33       | 6           | Gick inte vidare | Gick inte vidare | Gick inte vidare | Gick inte vidare |
| Elroy Gelant           | Herrarnas 5 000 meter    | 13:22,00 | 7 q       | i.u.        | i.u.        | i.u.             | i.u.             | 13:17,47         | 14               |
| Lungile Gongqa         | Herrarnas maraton        | i.u.     | i.u.      | i.u.        | i.u.        | i.u.             | i.u.             | DNF              | DNF              |
| Le Roux Hamman         | Herrarnas 400 meter häck | 49,72    | 7         | i.u.        | i.u.        | Gick inte vidare | Gick inte vidare | Gick inte vidare | Gick inte vidare |
| Lindsay Hanekom        | Herrarnas 400 meter häck | 50,22    | 7         | i.u.        | i.u.        | Gick inte vidare | Gick inte vidare | Gick inte vidare | Gick inte vidare |
| Tlotliso Leotlela      | Herrarnas 200 meter      | 20,59    | 4         | i.u.        | i.u.        | Gick inte vidare | Gick inte vidare | Gick inte vidare | Gick inte vidare |
| Anaso Jobodwana        | Herrarnas 200 meter      | 20,53    | 4         | i.u.        | i.u.        | Gick inte vidare | Gick inte vidare | Gick inte vidare | Gick inte vidare |
| Stephen Mokoka         | Herrarnas 10 000 meter   | i.u.     | i.u.      | i.u.        | i.u.        | i.u.             | i.u.             | 27:54,57         | 18               |
| Marc Mundell           | Herrarnas 50 km gång     | i.u.     | i.u.      | i.u.        | i.u.        | i.u.             | i.u.             | 4:11:03          | 38               |
| Clarence Munyai        | Herrarnas 200 meter      | 20,66    | 3         | i.u.        | i.u.        | Gick inte vidare | Gick inte vidare | Gick inte vidare | Gick inte vidare |
| Sibusiso Nzima         | Herrarnas maraton        | i.u.     | i.u.      | i.u.        | i.u.        | i.u.             | i.u.             | 2:25:33          | 97               |
| Jacob Rozani           | Herrarnas 800 meter      | 1:49,79  | 5         | i.u.        | i.u.        | Gick inte vidare | Gick inte vidare | Gick inte vidare | Gick inte vidare |
| Lebogang Shange        | Herrarnas 20 km gång     | i.u.     | i.u.      | i.u.        | i.u.        | i.u.             | i.u.             | 1:25:07          | 44               |
| Akani Simbine          | Herrarnas 100 meter      | Bye      | Bye       | 10,14       | 1 Q         | 9,98             | 3 q              | 9,94             | 5                |
| Wayne Snyman           | Herrarnas 20 km gång     | i.u.     | i.u.      | i.u.        | i.u.        | i.u.             | i.u.             | 1:29:20          | 58               |
| Wayde van Niekerk      | Herrarnas 400 meter      | 45,26    | 1 Q       | i.u.        | i.u.        | 44,45            | 2 Q              | 43,03 VR         | 1                |
| Reinhardt van Rensburg | Herrarnas 800 meter      | 1:45,67  | 2 Q       | i.u.        | i.u.        | 1:45,33          | 5                | Gick inte vidare | Gick inte vidare |
| Louis van Zyl          | Herrarnas 400 meter häck | 49,12    | 2 Q       | i.u.        | i.u.        | 49,00            | 5                | Gick inte vidare | Gick inte vidare |

Fält
| Idrottare              | Gren                    | Kval    | Kval      | Final            | Final            |
| Idrottare              | Gren                    | Distans | Placering | Distans          | Placering        |
| ---------------------- | ----------------------- | ------- | --------- | ---------------- | ---------------- |
| Stefan Brits           | Herrarnas längdhopp     | 7,71    | 22        | Gick inte vidare | Gick inte vidare |
| Luvo Manyonga          | Herrarnas längdhopp     | 8,12    | 4 q       | 8,37             | 2                |
| Godfrey Khotso Mokoena | Herrarnas tresteg       | 16,51   | 21        | Gick inte vidare | Gick inte vidare |
| Rushwahl Samaai        | Herrarnas längdhopp     | 8,03    | 5 q       | 7,97             | 9                |
| Rocco van Rooyen       | Herrarnas spjutkastning | 78,48   | 24        | Gick inte vidare | Gick inte vidare |

Kombinerade grenar – Herrarnas tiokamp
| Friidrottare    | Gren     | 100 m | LH   | KS    | HH  | 400 m | 110H | DK | SH | SK | 1500 m | Final | Placering |
| --------------- | -------- | ----- | ---- | ----- | --- | ----- | ---- | -- | -- | -- | ------ | ----- | --------- |
| Willem Coertzen | Resultat | 11,12 | 6,98 | 14,00 | DNS | —     | —    | —  | —  | —  | —      | DNF   | DNF       |
| Willem Coertzen | Poäng    | 834   | 809  | 728   | 0   | —     | —    | —  | —  | —  | —      | DNF   | DNF       |

Damer
Bana och väg
| Idrottare         | Gren                    | Heat     | Heat      | Kvartsfinal | Kvartsfinal | Semifinal        | Semifinal        | Final            | Final            |
| Idrottare         | Gren                    | Resultat | Placering | Resultat    | Placering   | Resultat         | Placering        | Resultat         | Placering        |
| ----------------- | ----------------------- | -------- | --------- | ----------- | ----------- | ---------------- | ---------------- | ---------------- | ---------------- |
| Alyssa Conley     | Damernas 100 meter      | Bye      | Bye       | 11,57       | 6           | Gick inte vidare | Gick inte vidare | Gick inte vidare | Gick inte vidare |
| Alyssa Conley     | Damernas 200 meter      | 23,17    | 4         | i.u.        | i.u.        | Gick inte vidare | Gick inte vidare | Gick inte vidare | Gick inte vidare |
| Carina Horn       | Damernas 100 meter      | Bye      | Bye       | 11,32       | 2 Q         | 11,20            | 6                | Gick inte vidare | Gick inte vidare |
| Christine Kalmer  | Damernas maraton        | i.u.     | i.u.      | i.u.        | i.u.        | i.u.             | i.u.             | 2:48:24          | 96               |
| Wenda Nel         | Damernas 400 meter häck | 55,55    | 2 Q       | i.u.        | i.u.        | 55,83            | 6                | Gick inte vidare | Gick inte vidare |
| Justine Palframan | Damernas 200 meter      | 23,33    | 5         | i.u.        | i.u.        | Gick inte vidare | Gick inte vidare | Gick inte vidare | Gick inte vidare |
| Justine Palframan | Damernas 400 meter      | 53,96    | 7         | i.u.        | i.u.        | Gick inte vidare | Gick inte vidare | Gick inte vidare | Gick inte vidare |
| Anél Oosthuizen   | Damernas 20 km gång     | i.u.     | i.u.      | i.u.        | i.u.        | i.u.             | i.u.             | 1:45:06          | 63               |
| Dina Lebo Phalula | Damernas maraton        | i.u.     | i.u.      | i.u.        | i.u.        | i.u.             | i.u.             | 2:41:46          | 63               |
| Dominique Scott   | Damernas 10 000 meter   | i.u.     | i.u.      | i.u.        | i.u.        | i.u.             | i.u.             | 31:51,47         | 21               |
| Caster Semenya    | Damernas 800 meter      | 1:59,31  | 1 Q       | i.u.        | i.u.        | 1:58,15          | 1 Q              | 1:55,28 NR       | 1                |
| Tsholofelo Thipe  | Damernas 400 meter      | 52,80    | 4         | i.u.        | i.u.        | Gick inte vidare | Gick inte vidare | Gick inte vidare | Gick inte vidare |
| Irvette van Zyl   | Damernas maraton        | i.u.     | i.u.      | i.u.        | i.u.        | i.u.             | i.u.             | DNS              | DNS              |

Fältgrenar
| Idrottare        | Gren                   | Kval    | Kval      | Final            | Final            |
| Idrottare        | Gren                   | Distans | Placering | Distans          | Placering        |
| ---------------- | ---------------------- | ------- | --------- | ---------------- | ---------------- |
| Lynique Prinsloo | Damernas längdhopp     | 6,10    | 33        | Gick inte vidare | Gick inte vidare |
| Sunette Viljoen  | Damernas spjutkastning | 63,54   | 6 Q       | 64,92            | 2                |

## Golf
| Spelare        | Gren              | Runda 1 | Runda 2 | Runda 3 | Runda 4 | Totalt | Totalt | Totalt    |
| Spelare        | Gren              | Poäng   | Poäng   | Poäng   | Poäng   | Poäng  | Par    | Placering |
| -------------- | ----------------- | ------- | ------- | ------- | ------- | ------ | ------ | --------- |
| Brandon Stone  | Herrarnas tävling | 75      | 72      | 71      | 75      | 293    | + 9    | =55       |
| Jaco van Zyl   | Herrarnas tävling | 71      | 74      | 70      | 71      | 286    | +2     | =43       |
| Paula Reto     | Damernas tävling  | 74      | 67      | 68      | 71      | 280    | −4     | =16       |
| Ashleigh Simon | Damernas tävling  | 75      | 69      | 77      | 75      | 296    | +12    | 50        |

## Gymnastik

### Artistisk
Herrar
| Gymnast        | Gren                 | Kval    | Kval    | Kval    | Kval    | Kval    | Kval    | Kval   | Kval      | Final            | Final            | Final            | Final            | Final            | Final            | Final            | Final            |
| Gymnast        | Gren                 | Redskap | Redskap | Redskap | Redskap | Redskap | Redskap | Totalt | Placering | Redskap          | Redskap          | Redskap          | Redskap          | Redskap          | Redskap          | Totalt           | Placerint        |
| Gymnast        | Gren                 | F       | PH      | R       | V       | PB      | HB      | Totalt | Placering | F                | PH               | R                | V                | PB               | HB               | Totalt           | Placerint        |
| -------------- | -------------------- | ------- | ------- | ------- | ------- | ------- | ------- | ------ | --------- | ---------------- | ---------------- | ---------------- | ---------------- | ---------------- | ---------------- | ---------------- | ---------------- |
| Ryan Patterson | Individuell mångkamp | 14,300  | 13,033  | 13,333  | 13,733  | 13,000  | 13,291  | 80,690 | 46        | Gick inte vidare | Gick inte vidare | Gick inte vidare | Gick inte vidare | Gick inte vidare | Gick inte vidare | Gick inte vidare | Gick inte vidare |

## Judo
| Idrottare    | Gren                       | Omgång 1             | Omgång 2               | Omgång 3             | Kvartsfinaler        | Semifinaler          | Återkval             | Final / BM           | Final / BM       |
| Idrottare    | Gren                       | Motståndare Resultat | Motståndare Resultat   | Motståndare Resultat | Motståndare Resultat | Motståndare Resultat | Motståndare Resultat | Motståndare Resultat | Placering        |
| ------------ | -------------------------- | -------------------- | ---------------------- | -------------------- | -------------------- | -------------------- | -------------------- | -------------------- | ---------------- |
| Zack Piontek | Herrarnas mellanvikt −90kg | Bye                  | Camilo (BRA) L 000–101 | Gick inte vidare     | Gick inte vidare     | Gick inte vidare     | Gick inte vidare     | Gick inte vidare     | Gick inte vidare |

## Kanotsport

### Sprint
| Kanotist          | Gren               | Heat     | Heat      | Semifinaler | Semifinaler | Final    | Final     |
| Kanotist          | Gren               | Tid      | Placering | Tid         | Placering   | Tid      | Placering |
| ----------------- | ------------------ | -------- | --------- | ----------- | ----------- | -------- | --------- |
| Bridgitte Hartley | Damernas K-1 200 m | 41,698   | 3 Q       | 41,478      | 3 FB        | 42,066   | 13        |
| Bridgitte Hartley | Damernas K-1 500 m | 1:55,737 | 3 Q       | 1:58,397    | 5 FB        | 2:01,890 | 16        |

## Ridsport

### Dressyr
| Ryttare       | Häst     | Gren         | Grand Prix | Grand Prix | Grand Prix Special | Grand Prix Special | Grand Prix Fristil | Grand Prix Fristil | Totalt           | Totalt           |
| Ryttare       | Häst     | Gren         | Poäng      | Placering  | Poäng              | Placering          | Tekniskt           | Artistiskt         | Poäng            | Placering        |
| ------------- | -------- | ------------ | ---------- | ---------- | ------------------ | ------------------ | ------------------ | ------------------ | ---------------- | ---------------- |
| Tanya Seymour | Ramoneur | Individuellt | 63,929     | 56         | Gick inte vidare   | Gick inte vidare   | Gick inte vidare   | Gick inte vidare   | Gick inte vidare | Gick inte vidare |

## Rodd
Herrar
| Lawrence Brittain Shaun Keeling                 | Herrarnas tvåa utan styrman       | 6:41,42 | 2 SA/B | Bye     | Bye    | 6:27,59 | 3 FA | 7:02,51 | 2 |
| John Smith James Thompson                       | Herrarnas lättvikts-dubbelsculler | 6:23,10 | 1 SA/B | Bye     | Bye    | 6:38,01 | 1 FA | 6:33,29 | 4 |
| Vincent Breet Jake Green David Hunt Jonty Smith | Herrarnas fyra utan styrman       | 6:01,64 | 4 R    | 6:34,97 | 1 SA/B | 6:15,22 | 2 FA | 6:05,80 | 4 |

Damer
| Kate Christowitz Lee-Ann Persse | Damernas tvåa utan styrman       | 7:11,29 | 2 SA/B | Bye | Bye | 7:24,03 | 3 FA | 7:28,50 | 5 |
| Ursula Grobler Kirsten McCann   | Damernas lättvikts-dubbelsculler | 7:07,37 | 1 SA/B | Bye | Bye | 7:19,09 | 1 FA | 7:11,26 | 5 |

## Segling
Herrar
| Seglare                   | Gren            | Lopp | Lopp | Lopp | Lopp | Lopp | Lopp | Lopp | Lopp | Lopp | Lopp | Lopp | Nettopoäng | Finalplacering |
| Seglare                   | Gren            | 1    | 2    | 3    | 4    | 5    | 6    | 7    | 8    | 9    | 10   | M*   | Nettopoäng | Finalplacering |
| ------------------------- | --------------- | ---- | ---- | ---- | ---- | ---- | ---- | ---- | ---- | ---- | ---- | ---- | ---------- | -------------- |
| Stefano Marcia            | Herrarnas laser | 30   | 25   | 42   | 38   | 43   | 38   | 44   | 36   | 39   | 40   | EL   | 331        | 40             |
| Jim Asenathi Roger Hudson | Herrarnas 470   | 18   | 24   | 15   | 14   | 11   | 18   | 11   | 20   | 18   | 23   | EL   | 148        | 20             |

## Simhopp
| Julia Vincent | Damernas 3 m | 220,30 | 29 | Gick inte vidare | Gick inte vidare | Gick inte vidare | Gick inte vidare |

## Simning
Herrar
| Idrottare                                                      | Gren               | Heat     | Heat      | Semifinal        | Semifinal        | Final            | Final            |
| Idrottare                                                      | Gren               | Tid      | Placering | Tid              | Placering        | Tid              | Placering        |
| -------------------------------------------------------------- | ------------------ | -------- | --------- | ---------------- | ---------------- | ---------------- | ---------------- |
| Myles Brown                                                    | 200 m frisim       | 1.46,78  | 13 Q      | 1.46,57          | 12               | Gick inte vidare | Gick inte vidare |
| Myles Brown                                                    | 400 m frisim       | 3.45,92  | 12        | i.u.             | i.u.             | Gick inte vidare | Gick inte vidare |
| Jarred Crous                                                   | 200 m bröstsim     | 2.12,64  | 25        | Gick inte vidare | Gick inte vidare | Gick inte vidare | Gick inte vidare |
| Douglas Erasmus                                                | 50 m frisim        | 22,37    | 29        | Gick inte vidare | Gick inte vidare | Gick inte vidare | Gick inte vidare |
| Chad Ho                                                        | 10 km öppet vatten | i.u.     | i.u.      | i.u.             | i.u.             | 1:53.04,8        | 10               |
| Chad le Clos                                                   | 200 m frisim       | 1.45,89  | 3 Q       | 1.45,94          | 7 Q              | 1.45,20          | 2                |
| Chad le Clos                                                   | 100 m fjärilsim    | 51,75    | 7 Q       | 51,43            | 2 Q              | 51,14            | 2                |
| Chad le Clos                                                   | 200 m fjärilsim    | 1.55,57  | 3 Q       | 1.55,19          | 4 Q              | 1.54,06          | 4                |
| Matthew Meyer                                                  | 1 500 m frisim     | 15.36,22 | 41        | i.u.             | i.u.             | Gick inte vidare | Gick inte vidare |
| Michael Meyer                                                  | 400 m medley       | 4.18,13  | 17        | i.u.             | i.u.             | Gick inte vidare | Gick inte vidare |
| Christopher Reid                                               | 100 m ryggsim      | 53,68    | 12 Q      | 53,70            | 10               | Gick inte vidare | Gick inte vidare |
| Sebastien Rousseau                                             | 400 m medley       | 4.18,72  | 21        | i.u.             | i.u.             | Gick inte vidare | Gick inte vidare |
| Brad Tandy                                                     | 50 m frisim        | 21,94    | 12 Q      | 21,80            | 8 Q              | 21,79            | 6                |
| Cameron van der Burgh                                          | 100 m bröstsim     | 59,35    | 7 Q       | 59,21            | 3 Q              | 58,69            | 2                |
| Cameron van der Burgh                                          | 200 m bröstsim     | 2.12,67  | 26        | Gick inte vidare | Gick inte vidare | Gick inte vidare | Gick inte vidare |
| Dylan Bosch Myles Brown Calvyn Justus Sebastien Rousseau       | 4 × 200 m frisim   | 7.12,61  | 11        | i.u.             | i.u.             | Gick inte vidare | Gick inte vidare |
| Dylan Bosch Myles Brown Christopher Reid Cameron van der Burgh | 4 × 100 m medley   | 3.35,50  | 13        | i.u.             | i.u.             | Gick inte vidare | Gick inte vidare |

Damer
| Idrottare      | Gren               | Final     | Final     |
| Idrottare      | Gren               | Tid       | Placering |
| -------------- | ------------------ | --------- | --------- |
| Michelle Weber | 10 km öppet vatten | 1:59.05,0 | 18        |

## Triathlon
| Idrottare       | Gren                | Simning (1,5 km) | Trans 1 | Cykling (40 km) | Trans 2 | Löpning (10 km) | Totaltid | Placering |
| --------------- | ------------------- | ---------------- | ------- | --------------- | ------- | --------------- | -------- | --------- |
| Richard Murray  | Herrarnas triathlon | 18:20            | 0:46    | 55:35           | 0:35    | 30:34           | 1:45:50  | 4         |
| Henri Schoeman  | Herrarnas triathlon | 17:25            | 0:53    | 55:32           | 0:34    | 32:30           | 1:45:43  | 3         |
| Mari Rabie      | Damernas triathlon  | 19:04            | 0:52    | 1:01:32         | 0:35    | 37:10           | 1:59:13  | 11        |
| Gillian Sanders | Damernas triathlon  | 19:50            | 0:56    | 1:03:59         | 0:39    | 36:05           | 2:01:29  | 23        |